# Drosera subg. Drosera
Drosera subg. Drosera es un subgénero de plantas carnívoras perteneciente al género Drosera. Se divide en las siguientes secciones:

## Secciones
- Arachnopus
- Arcturi
- Drosera
- Bryastrum
- Coelophylla
- Lasiocephala
- Meristocaules
- Phycopsis
- Prolifera
- Ptycnostigma
- Thelocalyx

- Datos: Q5814352
- Especies: Drosera subg. Drosera